# Ялтинська єврейська громада
Ялтинська єврейська громада (Ялтинська юдейська релігійна громада) - релігійне об'єднання євреїв міста Ялти.
Налічує близько 3 тисяч чоловік. Синагога розташована на вулиці Блюхера, 4.

## Історія
Ялтинська юдейська релігійна громада (Ялтинська єврейська община) - відтворена в 1996 році як правонаступниця існуючої в 1861-1940 роках єврейської Громади Ялти.

## Організаційна структура
Голова громади Люстін Владлен Нафтульевіч
Члени президії громади:
•Олександр Глузман - ректор КДУ
•Михайло Ейдельберг - директор інституту землеустрою
•Голова опікунської Ради і керівник груп учасників та інвалідів ВВВ - Горенштейн Анатолій Ісаакович
•Керівник общинних програм Калініна Євгенія Михайлівна
•Керівник молодіжного клубу Мантель Станіслав

## Діяльність
Громада співпрацює з ізраїльським культурним центром , різними єврейськими організаціями на Україні , в Росії , Ізраїлі , Німеччині , США
У 1998 році на кошти Громади виготовлений і встановлений Пам'ятник на місці розстрілу 4500 євреїв Ялти44.502159 , 34.20479 . На кошти громади видаються книги про Голокост і ялтинському гетто , євреїв- героях Ялти , відомих євреїв ялтинців минулого і сьогодення.
Громадою міститься музей , одним з експонатів якого є оригінальне табло південного берега Криму із зазначенням єврейських місць.
Громадою розпочато будівництво синагоги за договором з муніципальними органами і інвестором. Окремо розташована будівля синагоги буде займати близько 400 м ² . Терміни завершення будівництва залежать від фінансування проекту .
Громада бере участь у проведення різних громадських заходів у місті Ялта:
•1998 семінар «Хаверім» для керівників та лідерів єврейський громад СНД за участю Рава Адіна Штейнзальца і дитячих таборів міжнародної релігійної організації «Езра»;
•Участь у зйомках фільму про Чуфут-Кале
•Проведення в Ялті заходів, організованих Сохнут, Джойнт, Натів
•фестиваль «Лимуд» 2008